# Paktolós
Paktolós, turecky Sart Çayı, je řeka v Malé Asii. Pramení na hoře Bozdağ (Tmólos) v turecké provincii Manisa a vlévá se do řeky Gediz (Hermos), která ústí do Egejského moře. Je dlouhá 25 km, má maximální šířku tři metry a hloubku půl metru. Na jejích březích rostou vinice.
Název řeky pochází od stejnojmenného antického boha, Okeanova syna. Ležely na ní Sardy, hlavní město Lýdie. Plútarchos uvádí, že Paktolós je zlatonosný, což etiologická pověst vysvětluje tím, že se v jejích vodách král Midas očistil ze svého neprozřetelného přání, aby svým dotykem proměnil všechny věci na zlato. Ze zdejšího kovu elektrum razili Lýdové své proslulé mince, díky kterým se král Kroisos stal příslovečným symbolem boháče.